# Scotinella dixiana
Scotinella dixiana is een spinnensoort uit de familie van de Phrurolithidae.
De wetenschappelijke naam van de soort werd in 1957 gepubliceerd door Roddy.